# Людвіг III (король Баварії)
Людвіг III (нім. Ludwig III.; Повне ім'я Leopold Joseph Maria Aloys Alfred; 7 січня 1845, Мюнхен, Баварія — 18 жовтня 1921, Шарвар, Угорщина) — король Баварії з 5 листопада 1913, баварський генерал-фельдмаршал (1913). Останній правитель з династії Віттельсбахів.

## Біографія
Старший син принца-регента Луітпольда і його дружини ерцгерцогині Августи, Людвіг був названий на честь свого діда — короля Баварії Людвіга I. Перші роки свого життя він провів у курфюрстських палатах мюнхенської резиденції та палацу Віттельсбахів. Потім сім'я переїхала в палац Ляйхтенберг.
У 1861 році Людвіг почав військову кар'єру, коли його дядько король Максиміліан надав йому чин лейтенанта 6-го єгерського батальйону. Рік по тому принц вступив в мюнхенський університет, де вивчав економіку та право. У 18 років як принц королівського дому він автоматично став членом сенату Баварії.
У 1866 році, під час Австро-прусської війни, коли Баварія воювала на боці Австрії проти Пруссії, Людвіг перебував у діючій армії в чині обер-лейтенанта. У битві при Хельмштедті він був поранений. За участь у військових дії принц був нагороджений лицарським хрестом I класу.
Протягом всього свого життя Людвіг цікавився сільським господарством. Ще у 1868 році його було обрано почесним президентом центрального комітету баварського сільськогосподарського товариства. У 1875 році він придбав замок Лейштеттен і створив при ньому зразкове молочне господарство. Так само принц цікавився новими технологіями, особливо гідроенергетикою. У 1891 році за його участі було створено Товариство Баварського каналу, яке планувало з'єднати Рейн з морем. У 1896 році Людвіг став почесним членом Баварської Академії наук.
У 1906 році принц висловився за встановлення в Баварії загального виборчого права, в результаті чого його позиція отримала схвалення з боку Августа Бебеля.
Німецький генерал-фельдмаршал (26 червня 1915).

## Сім'я
20 лютого 1868 у Відні принц Людвіг одружився з єдиною дочкою покійного ерцгерцога Есте-Австрійського Фердинанда — Марією Терезією. Цей шлюб дозволив принцові значно поліпшити його матеріальне становище, так як покійному ерцгерцогу належало безліч різних маєтків по всій Європі.
Необхідно зауважити, що шлюб був надзвичайно вдалим не тільки з економічної точки зору. Подружжя були щасливі в ньому і мали 13 дітей. Франц, нинішній голова дому Віттельсбахів з 1996, доводиться їм правнуком.

## Правління

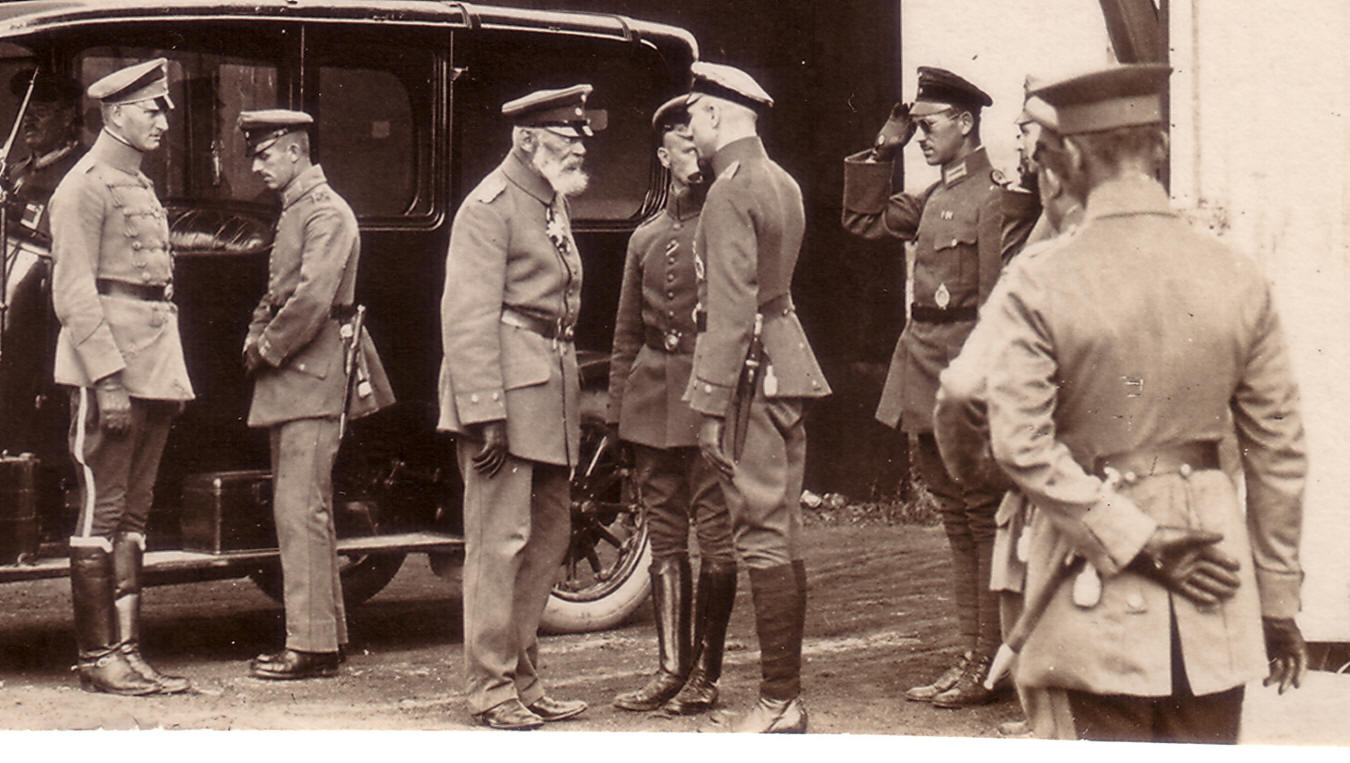
Король Людвіг III відвідує польовий авіаційний дивізіон 4 b (Ковель; 3 листопада 1916).

Після смерті батька Людвіг став регентом Баварії. Проте в цілому населення підтримувало ідею, щоб Людвіг, якому було вже 67 років, став королем. Для цього були внесені зміни до Конституції Баварії, куди вводився пункт, що якщо монарх протягом 10 років не може виконувати свої обов'язки за станом здоров'я, це є приводом до його зміщення. На підставі цього пункту (за який проголосувало більшість у верхній і нижній палатах баварського парламенту) Отто I був відсторонений від влади (про що він, цілком імовірно, навіть і не дізнався), і Людвіг 5 листопада 1913 став останнім королем Баварії (присягнув 8 листопада).
Загалом правління короля носило помірно консервативний характер. У своїй соціальній політиці Людвіг орієнтувався на папську енцикліку De Rerum Novarum. Прем'єр-міністр Баварії Георг фон Гертлінг, призначений ще батьком короля, зберігав цей пост. Незважаючи на свій титул, король не закинув своє захоплення сільським господарством (господарство Лейштеттен продовжувало залишатися зразковим), в результаті чого він отримав сатиричне прізвисько «Молочний фермер» (нім. Millibauer).
Однак Перша світова війна поклала край цьому правлінню. Людвіг відразу висловив підтримку політиці Вільгельма, при цьому розраховуючи, що при перемозі Німеччини територія Баварії розшириться за рахунок суміжних держав. Але поступово ситуація в державі погіршувався. Обвинувачений у демонстрації сліпої лояльності Пруссії, Людвіг ставав все більш і більш непопулярним в Баварії. Після початку Листопадової революції король 7 листопада 1918 втік з палацу і 13 листопада 1918 відрікся від престолу. Одна з найстаріших монархій Європи припинила своє існування.

## Останні роки
Після того, як у лютому 1919 року Курт Айснер був убитий монархістом, колишній король, вважаючи, що може стати мішенню для відплати, виїхав до Австрії, а потім у Ліхтенштейн та Швейцарію. У квітні 1920 він повернувся до Баварії і жив у замку Вілдервар. Там він залишався до вересня 1921, коли здійснив подорож до свого маєтку в Шарвар в Угорщині, де і помер 18 жовтня 1921 року.
5 листопада 1921 тіло Людвіга було повернуто до Мюнхена разом з тілом дружини, яка померла в лютому 1919-го. Колишньому королю і його дружині були влаштовані урочисті державні похорони, а їх тіла поміщені в склеп кафедрального собору Богородиці (Фрауенкірхе).

## Родина
Дружина — Марія Терезія Габсбург-Есте
Діти:
- Рупрехт (1869—1955) — кронпринц Баварії;
- Адельгунда (1870—1958) — дружина Вільгельма Гогенцоллерн-Зігмарінген;
- Марія Терезія Людвіга (1872—1954) — дружина Фердинанда Пія Бурбон-Сицилійського;
- Карл (1874—1927);
- Франц (1875—1957);
- Матильда (1877—1906) — дружина Людвіга Саксен-Кобург-Кохарі;
- Вольфганг (1879—1895);
- Гільдегарда (1881—1948);
- Вільтруда (1884—1975) — дружина Вільгельма фон Ураха;
- Гельмтруда (1886—1977);
- Гунделінда (1891—1983).

## Нагороди

### Баварське королівство
- Орден Святого Губерта
- Орден «За заслуги» (Баварія) 1-го класу (1866)
- Орден Святого Георгія (Баварія), великий пріор (1874)
- Військовий орден Максиміліана Йозефа, великий хрест

### Австро-Угорщина
- Орден Золотого руна (1868)
- Королівський угорський орден Святого Стефана, великий хрест (1893)
- Військовий орден Марії Терезії, великий хрест (1917)

### Прусське королівство
- Орден Чорного орла (24 липня 1869)
- Орден Червоного орла, великий хрест (24 липня 1869)
- Pour le Mérite

### Вюртемберзьке королівство
- Орден Вюртемберзької корони, великий хрест (1876)
- Орден «За військові заслуги» (Вюртемберг), великий хрест

### Велике герцогство Баденське
- Орден Вірності (Баден) (1887)
- Орден Бертольда I (1887)

### Королівство Італія
- Вищий орден Святого Благовіщення (6 вересня 1897)
- Орден Святих Маврикія та Лазаря, великий хрест (6 вересня 1897)
- Орден Корони Італії, великий хрест (6 вересня 1897)

### Інші країни
- Орден Людвіга, великий хрест (Велике герцогство Гессенське; 17 вересня 1863)
- Орден Заслуг герцога Петра-Фрідріха-Людвіга, великий хрест із золотою короною (Велике герцогство Ольденбурзьке; 14 червня 1869)
- Орден Карлоса III, великий хрест (Іспанія; 19 грудня 1883)
- Орден Білого Сокола, великий хрест (Велике герцогство Саксен-Веймар-Айзенаське; 1888)
- Орден Серафимів (Шведсько-норвезька унія; 12 липня 1895)
- Орден Леопольда I, велика стрічка (Бельгія; 1900) — з нагоди весілля.
- Орден Кароля I, ланцюг (Румунське королівство; 1913)
- Орден Слона (Данія)
- Бальї Великого хреста честі і вірності (Мальтійський орден)
- Орден Пошани (Османська імперія)
- Орден Андрія Первозванного (Російська імперія)
- Орден Рутової корони (Саксонське королівство)